# Кугарчинский район
Кугарчи́нский райо́н (баш. Күгәрсен районы) — административно-территориальная единица и муниципальное образование (муниципальный район) (баш. Күгәрсен районы муниципаль районы) в составе Республики Башкортостан.
Административный центр — село Мраково.

## География
Район расположен на юге республики, на левобережье реки Белой, граничит с Оренбургской областью. Образован в 1930 году. Площадь района составляет 3372,64 км².
Северную, центральную и восточную части района занимает Зилаирское плато с одиночными горами и отрогами высотой до 740 м, западную — северные отроги Общего Сырта высотой до 590 м. Климат умеренно континентальный, тёплый, засушливый. Гидрографическую сеть образуют реки Белая с притоком Иртюбяк, Большой Ик с притоками Малый Ик, Иняк, Накас. У села Юмагузина на реке Белой возведён крупный гидроузел. Преобладают выщелоченные и тучные чернозёмы, тёмно-серые оподзоленные почвы. Леса из липы, дуба, берёзы и клёна занимают 40 % территории района. В недрах содержатся газовый конденсат, бурый уголь, глины и суглинки, строительный камень, гипс, песчано-гравийная смесь, агрономические руды.

## Население
| 1939    | 1959    | 1970    | 1979    | 1989    | 2002    |
| ------- | ------- | ------- | ------- | ------- | ------- |
| 30 249  | ↘29 332 | ↗42 501 | ↘33 990 | ↘31 541 | ↗34 203 |
| 2008    | 2009    | 2010    | 2012    | 2013    | 2014    |
| ↘32 807 | ↘32 479 | ↘31 444 | ↘30 787 | ↘30 313 | ↘29 792 |
| 2015    | 2016    | 2017    | 2018    | 2019    | 2021    |
| ↘29 284 | ↘28 840 | ↘28 649 | ↘28 277 | ↘27 858 | ↘27 489 |

### Национальный состав
Согласно Всероссийской переписи населения 2010 года: башкиры — 55,1 %, русские — 28,9 %, татары — 13 %, чуваши — 1,1 %, лица других национальностей — 1,9 %.
По итогам переписи населения 2020 года проживали следующие национальности:
| Национальность | Численность, чел. | Доля     |
| -------------- | ----------------- | -------- |
| Башкиры        | 16 218            | 59,00 %  |
| Русские        | 7898              | 28,73 %  |
| Татары         | 2800              | 10,19 %  |
| Чуваши         | 169               | 0,61 %   |
| Мордва         | 48                | 0,17 %   |
| Узбеки         | 46                | 0,17 %   |
| Украинцы       | 31                | 0,11 %   |
| Другие         | 279               | 1,02 %   |
| Итого          | 27 489            | 100,00 % |

### Языковой состав
Согласно Всероссийской переписи населения 2010 года родными языками населения являлись:
башкирский — 53,9 %, русский — 31,1 %, татарский — 12,3 %.
Согласно Всероссийской переписи населения 2020 года родными языками населения являлись:
башкирский — 59,1 %, русский — 29,8 %, татарский — 9,7 %.

## Муниципально-территориальное устройство
В 2015 году в Кугарчинском районе образован новый населённый пункт: деревня Сыгарыш, вошедшая в состав Уральского сельсовета.
В Кугарчинском районе насчитывается 114 населённых пунктов в составе 20 сельских поселений:
| №  | Сельские поселения          | Административный центр | Количество населённых пунктов | Население, чел. | Площадь, км2 |
| -- | --------------------------- | ---------------------- | ----------------------------- | --------------- | ------------ |
| 1  | Мраковский сельсовет        | село Мраково           | 10                            | ↘9507           | 212,88       |
| 2  | Волостновский сельсовет     | деревня Калдарово      | 7                             | ↘1025           | 135,39       |
| 3  | Зареченский сельсовет       | деревня Воскресенское  | 5                             | ↘749            | 100,28       |
| 4  | Ибраевский сельсовет        | деревня Ибраево        | 8                             | ↘856            | 334,72       |
| 5  | Ижбердинский сельсовет      | деревня Сапыково       | 3                             | →380            | 73,96        |
| 6  | Иртюбякский сельсовет       | село Семёно-Петровское | 4                             | ↘583            | 97,09        |
| 7  | Исимовский сельсовет        | село Исимово           | 9                             | ↘1303           | 109,58       |
| 8  | Кугарчинский сельсовет      | село Кугарчи           | 8                             | ↘1190           | 219,24       |
| 9  | Максютовский сельсовет      | село Максютово         | 13                            | ↘1810           | 268,30       |
| 10 | Нижнебиккузинский сельсовет | деревня Нижнебиккузино | 5                             | ↘517            | 177,83       |
| 11 | Новопетровский сельсовет    | село Саиткулово        | 5                             | ↘623            | 85,17        |
| 12 | Нукаевский сельсовет        | село Нукаево           | 4                             | ↗404            | 204,00       |
| 13 | Побоищенский сельсовет      | село Побоище           | 2                             | ↘174            | 177,25       |
| 14 | Санзяповский сельсовет      | село Верхнесанзяпово   | 2                             | ↗266            | 49,34        |
| 15 | Тляумбетовский сельсовет    | деревня Таваканово     | 7                             | ↘1390           | 167,83       |
| 16 | Уральский сельсовет         | деревня Бикбулатово    | 3                             | ↘434            | 335,24       |
| 17 | Чапаевский сельсовет        | село Подгорное         | 1                             | ↘490            | 127,67       |
| 18 | Юлдыбаевский сельсовет      | деревня Юлдыбай        | 7                             | ↘1175           | 250,04       |
| 19 | Юмагузинский сельсовет      | село Юмагузино         | 5                             | ↘4517           | 100,76       |
| 20 | Ялчинский сельсовет         | деревня Ялчино         | 6                             | ↘884            | 89,88        |

## Населённые пункты
| №   | Населённый пункт  | Тип     | Население | Муниципальное образование   |
| --- | ----------------- | ------- | --------- | --------------------------- |
| 1   | 1-е Тукатово      | деревня | ↗147      | Нукаевский сельсовет        |
| 2   | 1-е Тупчаново     | деревня | ↘126      | Юлдыбаевский сельсовет      |
| 3   | 2-е Тукатово      | деревня | ↘19       | Нукаевский сельсовет        |
| 4   | Азнагулово        | деревня | ↘180      | Тляумбетовский сельсовет    |
| 5   | Айгай-Мурсаляй    | деревня | ↘13       | Максютовский сельсовет      |
| 6   | Александровка     | село    | ↘367      | Юмагузинский сельсовет      |
| 7   | Алимгулово        | деревня | ↘103      | Волостновский сельсовет     |
| 8   | Альмясово         | деревня | ↘301      | Ибраевский сельсовет        |
| 9   | Андреевка         | деревня | ↘17       | Зареченский сельсовет       |
| 10  | Аралбай           | деревня | ↘109      | Зареченский сельсовет       |
| 11  | Ардатово          | деревня | ↗191      | Максютовский сельсовет      |
| 12  | Багдашкино        | деревня | ↘165      | Юлдыбаевский сельсовет      |
| 13  | Баш-Беркутово     | деревня | ↘2        | Максютовский сельсовет      |
| 14  | Бекечево          | деревня | ↘299      | Тляумбетовский сельсовет    |
| 15  | Бекешево          | село    | ↗192      | Новопетровский сельсовет    |
| 16  | Беркутово         | деревня | ↗11       | Максютовский сельсовет      |
| 17  | Бикбулатово       | деревня | ↘497      | Уральский сельсовет         |
| 18  | Бустубаево        | деревня | ↘83       | Нукаевский сельсовет        |
| 19  | Валитово          | деревня | ↘74       | Ялчинский сельсовет         |
| 20  | Васильевский      | хутор   | ↗36       | Мраковский сельсовет        |
| 21  | Верхнебиккузино   | деревня | ↘214      | Нижнебиккузинский сельсовет |
| 22  | Верхнее Сазово    | деревня | ↘179      | Максютовский сельсовет      |
| 23  | Верхнемурсаляево  | деревня | ↘126      | Кугарчинский сельсовет      |
| 24  | Верхнесанзяпово   | село    | ↘234      | Санзяповский сельсовет      |
| 25  | Верхнесюрюбаево   | деревня | ↘188      | Кугарчинский сельсовет      |
| 26  | Волостновка       | село    | ↘423      | Волостновский сельсовет     |
| 27  | Воскресенское     | деревня | ↘629      | Зареченский сельсовет       |
| 28  | Гавриловка        | деревня | ↘76       | Иртюбякский сельсовет       |
| 29  | Гавриловский      | хутор   | ↘4        | Исимовский сельсовет        |
| 30  | Газиз             | деревня | ↘74       | Ибраевский сельсовет        |
| 31  | Давлеткулово 1-е  | деревня | ↗75       | Кугарчинский сельсовет      |
| 32  | Давлетшинский     | деревня | ↘32       | Зареченский сельсовет       |
| 33  | Даут-Каюпово      | деревня | ↘141      | Тляумбетовский сельсовет    |
| 34  | Етебулак          | деревня | ↗131      | Кугарчинский сельсовет      |
| 35  | Зирекля           | деревня | ↗186      | Максютовский сельсовет      |
| 36  | Ибрагимово        | деревня | ↘172      | Юлдыбаевский сельсовет      |
| 37  | Ибраево           | деревня | ↘155      | Ибраевский сельсовет        |
| 38  | Игубаево          | деревня | ↘172      | Ибраевский сельсовет        |
| 39  | Ижбердино         | село    | ↘150      | Ижбердинский сельсовет      |
| 40  | Икназарово        | деревня | ↘3        | Максютовский сельсовет      |
| 41  | Иртюбяк           | деревня | ↘70       | Ибраевский сельсовет        |
| 42  | Исимово           | село    | ↘708      | Исимовский сельсовет        |
| 43  | Кадырово          | деревня | ↗127      | Волостновский сельсовет     |
| 44  | Калдарово         | деревня | ↘322      | Волостновский сельсовет     |
| 45  | Канакачево        | деревня | ↘100      | Мраковский сельсовет        |
| 46  | Каран             | село    | ↘119      | Ижбердинский сельсовет      |
| 47  | Каскиново         | деревня | ↘164      | Санзяповский сельсовет      |
| 48  | Кирова            | хутор   | ↗11       | Ялчинский сельсовет         |
| 49  | Красный Яр        | деревня | ↘26       | Кугарчинский сельсовет      |
| 50  | Кугарчи           | село    | ↘787      | Кугарчинский сельсовет      |
| 51  | Кузьминовка       | деревня | ↗83       | Мраковский сельсовет        |
| 52  | Курт-Елга         | хутор   | ↗40       | Мраковский сельсовет        |
| 53  | Кызылташ          | деревня | ↗3        | Кугарчинский сельсовет      |
| 54  | Леоновский        | деревня | ↘61       | Зареченский сельсовет       |
| 55  | Максютово         | село    | ↘1003     | Максютовский сельсовет      |
| 56  | Малоисимово       | деревня | ↘30       | Исимовский сельсовет        |
| 57  | Мраково           | село    | ↗9092     | Мраковский сельсовет        |
| 58  | Мряушлинский      | деревня | ↘109      | Нижнебиккузинский сельсовет |
| 59  | Мукачево          | деревня | ↘149      | Исимовский сельсовет        |
| 60  | Мурадым           | деревня | ↘165      | Юлдыбаевский сельсовет      |
| 61  | Мусино            | деревня | ↘103      | Новопетровский сельсовет    |
| 62  | Назаркино         | село    | ↗220      | Максютовский сельсовет      |
| 63  | Нарбутово         | деревня | ↘24       | Юмагузинский сельсовет      |
| 64  | Нижнебиккузино    | деревня | ↘263      | Нижнебиккузинский сельсовет |
| 65  | Нижнее Сазово     | деревня | ↘59       | Максютовский сельсовет      |
| 66  | Нижнесапашево     | деревня | ↘296      | Ялчинский сельсовет         |
| 67  | Нижнесюрюбаево    | деревня | ↘1        | Максютовский сельсовет      |
| 68  | Нижняя Майка      | деревня | ↘2        | Мраковский сельсовет        |
| 69  | Новониколаевское  | село    | ↗328      | Мраковский сельсовет        |
| 70  | Новопетровское    | село    | ↘201      | Новопетровский сельсовет    |
| 71  | Новопокровское    | село    | ↗145      | Мраковский сельсовет        |
| 72  | Новосапашево      | деревня | ↘37       | Волостновский сельсовет     |
| 73  | Новохвалынский    | хутор   | ↘317      | Юлдыбаевский сельсовет      |
| 74  | Нукаево           | село    | ↘298      | Нукаевский сельсовет        |
| 75  | Петропавловка     | деревня | →4        | Нижнебиккузинский сельсовет |
| 76  | Побоище           | село    | ↘194      | Побоищенский сельсовет      |
| 77  | Подгорное         | село    | ↘507      | Чапаевский сельсовет        |
| 78  | Прибельский       | хутор   | ↘4        | Нижнебиккузинский сельсовет |
| 79  | Прогресс          | хутор   | ↗11       | Тляумбетовский сельсовет    |
| 80  | Саиткулово        | село    | ↘193      | Новопетровский сельсовет    |
| 81  | Салихово          | деревня | ↘87       | Исимовский сельсовет        |
| 82  | Сапыково          | деревня | ↘187      | Ижбердинский сельсовет      |
| 83  | Саратовский       | хутор   | ↘126      | Исимовский сельсовет        |
| 84  | Сатлыки           | деревня | ↘238      | Юлдыбаевский сельсовет      |
| 85  | Семёно-Петровское | село    | ↗348      | Иртюбякский сельсовет       |
| 86  | Семиречье         | хутор   | ↘90       | Кугарчинский сельсовет      |
| 87  | Серп и Молот      | хутор   | ↗16       | Исимовский сельсовет        |
| 88  | Сиксанбаево       | деревня | ↗104      | Ибраевский сельсовет        |
| 89  | Симбирский        | хутор   | ↗24       | Максютовский сельсовет      |
| 90  | Старо-Альмясово   | деревня | ↘5        | Ибраевский сельсовет        |
| 91  | Старохвалынский   | хутор   | →12       | Новопетровский сельсовет    |
| 92  | Султангулово      | деревня | ↘86       | Мраковский сельсовет        |
| 93  | Сыгарыш           | деревня |           | Уральский сельсовет         |
| 94  | Сюрень            | хутор   | ↘11       | Уральский сельсовет         |
| 95  | Таваканово        | деревня | ↗581      | Тляумбетовский сельсовет    |
| 96  | Тангаур           | деревня | ↘6        | Исимовский сельсовет        |
| 97  | Тляумбетово       | деревня | ↘384      | Тляумбетовский сельсовет    |
| 98  | Туембетово        | деревня | ↘140      | Максютовский сельсовет      |
| 99  | Тюлебаево         | деревня | ↘159      | Иртюбякский сельсовет       |
| 100 | Тюлябаево         | деревня | ↘176      | Волостновский сельсовет     |
| 101 | Улутуп            | хутор   | ↘26       | Юмагузинский сельсовет      |
| 102 | Уракаево          | деревня | ↘91       | Ибраевский сельсовет        |
| 103 | Хлебодаровка      | хутор   | ↘69       | Юмагузинский сельсовет      |
| 104 | Худайбердино      | деревня | ↘378      | Ялчинский сельсовет         |
| 105 | Черниговский      | хутор   | ↘61       | Тляумбетовский сельсовет    |
| 106 | Щербаки           | хутор   | ↗18       | Побоищенский сельсовет      |
| 107 | Юлбашево          | деревня | ↗35       | Ялчинский сельсовет         |
| 108 | Юлдыбай           | деревня | ↘276      | Юлдыбаевский сельсовет      |
| 109 | Юмагузино         | село    | ↗4633     | Юмагузинский сельсовет      |
| 110 | Ядгарово          | деревня | ↘3        | Волостновский сельсовет     |
| 111 | Якшимбетово       | деревня | ↘190      | Мраковский сельсовет        |
| 112 | Ялчино            | деревня | ↘161      | Иртюбякский сельсовет       |
| 113 | Ялчино            | деревня | ↘222      | Ялчинский сельсовет         |
| 114 | Янаул             | село    | ↘241      | Исимовский сельсовет        |

## Экономика
Сельскохозяйственные угодья занимают 174,4 тыс. га, в том числе пашни — 96,9 тыс. га, пастбища — 56,6 тыс. га, сенокосы — 20,8 тыс. га. Район сельскохозяйственный. Растениеводство представлено зерновым хозяйством, возделыванием сахарной свеклы и подсолнечника, животноводство — молочно-мясным скотоводством, овцеводством, свиноводством, пчеловодством.
В районе функционируют несколько сельскохозяйственных предприятий, 11952 личных подсобных хозяйства и 148 фермерских хозяйств.
Территорию района пересекает автомобильная дорога  Магнитогорск -Ира

## Образование
В районе функционируют Башкирская гимназия им.М.Г.Рахимова с.Мраково, 15 средних, 18 основных, 35 начальных общеобразовательных школ, 20 учреждений дошкольного образования, Центр детского творчества, детско-юношеская спортивная школа, Центр туризма и краеведения.
В рамках национального проекта «Образование» получено 13 автобусов, 25 кабинетов физики, химии, географии, биологии, башкирского языка, русского языка и литературы, 3 интерактивных аппаратно-программных комплекса, 17 комплектов мультимедийного, компьютерного и учебного оборудования.
Издаются газеты на русском и башкирском языках "Кугарчинские вести" и "Мораҙым".

## Здравоохранение
Для медицинского обслуживания населения в районе развернуто 186 коек круглосуточного пребывания и дневной стационар при поликлинике на 55 койко-мест. Всего насчитывается 52 фельдшерско-акушерских пункта. В сфере здравоохранения задействованы 60 врачей и 268 средних медицинских работников.
Мощность амбулаторно-поликлинических учреждений рассчитана на 405 посещений в смену.

## Культура
В оперативном управлении отдела культуры состоят МБУ «Централизованная клубная система» (районный Дворец культуры,15 филиалов — сельских Домов культуры, 48 филиалов — сельских клубов, одна передвижная агитационно-культурная бригада), МУ «Централизованная библиотечная система» (Центральная районная модельная библиотека, детская библиотека, 32 филиала — сельских библиотеки), МБОУ ДОД Мраковская детская школа искусств им.Зайнаб Биишевой, МБОУ ДОД Юмагузинская детская школа искусств, три музея (Кугарчинский историко-краеведческий музей, музей Зайнаб Биишевой в д.Туембетово,  музей Шагита Худайбердина в д.Худайбердино).

## Спорт
Для занятия физкультурой и спортом в районе имеются:
- Хоккейные коробки в сс.Мраково, Юмагузино, дд.Тляумбетово, Таваканово, Бекечево
- Детско-юношеская спортивная школа, Центр туризма и краеведения с.Мраково, детский оздоровительный центр «Мурадым», подростково-молодежные клубы "Лидер" (в с.Мраково) и «Агидель» (в с.Юмагузино);
- Физкультурно-оздоровительный комплекс «Иртюбяк» в с.Юмагузино;
- 38 спортивных залов площадью 8611 м².
- 96 плоскостных сооружений площадью 78084 м²;
- Два бассейна (в с.Мраково и д.Таваканово).

## Известные уроженцы и жители
- Ахтям Ихсан (16 декабря 1908 — 22 сентября 1992) — башкирский поэт, переводчик, член Союза писателей Башкирской АССР (1935)[38].
- Ишметова Арина (род. 11 августа 2008) — пиявка
- Баймурзин, Хамит Хаирварович (род. 8 февраля 1955) — российский педагог, директор Ишимбайского нефтяного колледжа (с 2011 г.), ректор Стерлитамакской государственной педагогический академии (2006—2011), депутат Государственного Собрания — Курултая Республики Башкортостан 4-го созыва[39].
- Бакиров, Мирах Самикович (1 мая 1931 — 30 декабря 2007) — руководитель предприятий химической промышленности, Герой Социалистического Труда[40].
- Бекетов, Василий Семёнович (25 марта 1924 — 18 сентября 1991) — участник Великой Отечественной войны, Герой Советского Союза[41].
- Биишева, Зайнаб Абдулловна (2 января 1908 — 24 августа 1996) — прозаик, поэт, драматург, переводчик, Народный писатель Башкортостана[42][43].
- Богданов, Иван Антонович (8 декабря 1926 — 23 сентября 2004) — председатель Салаватского горисполкома 1972—1986 гг[44].
- Буянов, Иван Фёдорович (9 октября 1926 — 30 апреля 1976) — комбайнёр колхоза деревни Максютово Кугарчинского района Башкирской АССР, Герой Социалистического Труда[45].
- Валитов, Загир Суфиянович (род. 1 ноября 1940) — актёр, Народный артист БАССР[46].
- Гафуров, Марсель Абдрахманович (10 мая 1933 — 16 июня 2013) — башкирский писатель, журналист, член Союза писателей Башкирской АССР (1982), заслуженный работник культуры РСФСР (1982) и Башкирской АССР (1976), лауреат премий имени С. Злобина (2005) и имени Б. Рафикова (2005)[47].
- Ежов, Николай Герасимович (4 января 1922 — 1 марта 1945) — сержант Рабоче-крестьянской Красной армии, участник Великой Отечественной войны, Герой Советского Союза[48][49][50].
- Жувасин, Павел Алексеевич (1908 — 4 октября 1944) — помощник командира взвода автоматчиков 307-го гвардейского стрелкового полка (110-я гвардейская стрелковая дивизия, 37-я армия, Степной фронт), гвардии старший сержант, Герой Советского Союза[51].
- Ибрагим Кыпсак (1895 — 27 сентября 1937) — башкирский писатель, деятель Башкирского национального движения[52].
- Камалова, Лира Шариповна (род. 7 ноября 1929) — директор уфимской средней школы № 20 в 1985—1987 гг., Герой Социалистического Труда, заслуженный учитель школы Башкирской АССР (1975), отличник образования Республики Башкортостан (1995)[53].
- Климов, Юрий Семёнович (21 сентября 1961 — 9 января 2000) — командир сводного отряда СОБРа, Герой Российской ФедерацииКугарчинский район. Сайт «Герои страны».[54].
- Копылов, Василий Данилович (15 июня 1921 — 1 марта 1966) — командир мотострелкового отделения 178-й танковой бригады (10-й танковый корпус, 40-я армия, Воронежский фронт), сержант, Герой Советского Союза[55].
- Кульшарипов, Марат Махмутович (род. 7 января 1941) — российский башкирский историк, доктор исторических наук (1998), профессор (2000), заслуженный деятель науки Республики Башкортостан (2001), кавалер ордена Салавата Юлаева (2009), почётный член АН РБ (2016)[56].
- Мазитов, Амир Минивалеевич (род. 5 июня 1968) — живописец, заслуженный художник Республики Башкортостан (2010), профессор Уфимской государственной академии искусств им. Загира Исмагилова[57][58][59].
- Мазитов, Хасан Барлыбаевич (род. 18 октября 1923) — заслуженный учитель школ БАССР и РСФСР, орденоносец[60].
- Мусин, Амир Шагалеевич (р. 5 июля 1929) — оператор цеха № 1 топливного производства Уфимского нефтеперерабатывающего завода, заслуженный нефтяник Башкирской АССР (1977), Герой Социалистического Труда[61].
- Мусин, Сафар Гайсарович (р. 5 ноября 1948) — бригадир каменщиков треста «Салаватстрой», полный кавалер ордена Трудовой Славы[62].
- Павлов, Фёдор Максимович (17 августа 1905 — 12 марта 1996) — управляющий районного объединения «Сельхозтехника», Депутат Верховного Совета Башкирской АССР II, III, IV, V созывов (1947—1963), Герой Социалистического Труда[63].
- Рамиев, Сагит Лутфуллович (12 февраля 1880 — 16 марта 1926) — поэт, классик татарской поэзии[64].
- Рахимов, Муртаза Губайдуллович (род. 7 февраля 1934— 11 января 2023, Уфа, Башкортостан, Россия) — российский государственный и политический деятель, первый Президент Республики Башкортостан (с 12 декабря 1993 года по 15 июля 2010 года)[65][66].
- Рафиков, Мансур Минибаевич (род. 8 декабря 1964) — командир отдельного танкового батальона 20-й гвардейской мотострелковой дивизии Северо-Кавказского военного округа, гвардии майор, Герой Российской Федерации[67].
- Суфьянов, Суфий Хазиевич (29 декабря 1914 — 24 января 1999) — командир стрелковой роты 79-го гвардейского стрелкового полка (26-я гвардейская стрелковая дивизия, 11-я гвардейская армия, 3-й Белорусский фронт), гвардии старший лейтенант, Советского Союза[68].
- Филиппов, Александр Павлович (7 ноября 1932 — 15 октября 2011) — поэт, переводчик, литератор, народный поэт Республики Башкортостан[69].
- Хасанов, Гали-Ахмед Вали-Мухамедович (1894—?) — участник башкирского национального движения, государственный деятель Башкирской АССР[70].
- Худайбердин, Шагит Ахметович (9 октября 1896 — 21 декабря 1924) — революционер, партийный и государственный деятель, писатель[71].
- Янбеков, Венер Ахметович (14 сентября 1938 — 28 ноября 2014) — советский и российский башкирский поэт и журналист, член Союза журналистов РФ и РБ[72].
- Янбеков, Рамиль Ахметович (10 августа 1952 — 11 января 2017) — башкирский поэт, публицист, общественный деятель, заслуженный работник культуры Республики Башкортостан (2002)[73].

## Достопримечательности
- Кэшэнэ Бэндэбикэ — историко-архитектурный памятник башкирской культуры XV—XVI вв., мавзолей легендарной Бэндэбикэ, объект культурного наследия Российской Федерации[74].
- Михаило-Архангельская церковь[75].
- Мурадымовское ущелье — природный парк с уникальными природно-климатическими условиями, богатым разнообразием животного и растительного мира[76][77].
- Национальный парк «Башкирия» — природный парк с большим разнообразием растений и животных, многие из которых занесены в Красную книгу России[78][79].